# Horasis
Horasis — незалежний аналітичний центр, розташований в Цюриху (Швейцарія). Був створений в 2005 році Френком Юргеном Ріхтером, головою центру.
Horasis проводить зустрічі світових бізнес-лідерів за особливим запрошенням на регіональному рівні в Китаї, Індії, Росії і на Близькому Сході. Horasis був названий «свого роду молодшої лігою Всесвітнього економічного форуму для мережі ринків, що розвиваються» видавництвом The New York Times.

## Цілі
Основною метою Horasis є «реалізація амбіцій для сталого майбутнього» за рахунок нових платформ співпраці і обміну знаннями, зокрема між розвиненими країнами і країнами, що розвиваються ринками. Спільнота працює з корпораціями, урядами та міжнародними організаціями на основі партнерських зв'язків, і часто є реалізатором ініціатив. Ці зустрічі по черзі переходять від однієї приймаючої країни до іншої.
Зустрічі зазвичай проводяться за межами відповідного географічного положення «обраної» країни - в приймаючій країні. Для обраних країн, які виступають як гостей (Китай, Індія, Росія і арабський світ), ці заходи розглядаються як засіб заохочення доброзичливих відносин зі світом, і прояви м'якої сили за допомогою спільного вибору і співпраці. Зустрічі також є платформою для проведення політичного діалогу між приймаючою країною і запрошеними країнами.

## Премія "Business leader of the Year" (Бізнес Лідер Року)
Горасіс нагороджує премією "Business leader of the Year" (Бізнес Лідер Року) видатних підприємців китайського, індійського, російського чи арабського походження, що побудували і керівних всесвітньо успішними фірмами. Премію вперше видали в 2006-му році. Серед одержувачів найвідомішими є: М. А. Юсуф Алі, керуючий директор, Emke Group; Наталія Касперська, співзасновник «Лабораторії Касперського»; Рахул Баджадж, голова Bajaj Auto; Володимир Євтушенков, голова, АФК «Система»; Фу Ченг, голова Sinopec; Санджив Гоєнка, голова, RP-Sanjiv Goenka Group; Гуо Гуанчан, голова, Фосун; Чи Руогу, голова, Ексімбанк Китаю; Його Високоповажність Мохаммад Омран Альшамсі, голова, Etisalat; Раджан Міттал, заступник голови та керуючий директор Bharti Enterprises; і Малвіндер Мохан Сінгх, голова правління Fortis Healthcare.
Церемонії нагород відбуваються на відповідних регіональних зустрічах.